# ۴۴ (قمری)
۴۴ (قمری)، چهل و چهارمین سال در گاهشماری هجری قمری است. اول محرم این سال برابر با هفتم آوریل سال ۶۶۴ میلادی است.

## درگذشتگان
- امّ‌حَبیبه بنت ابی‌سفیان از همسران پیامبر